# Mugahid Ahmed Mohamed
Mugahid Ahmed Mohamed (ur. 19 stycznia 1976) – piłkarz sudański grający na pozycji lewego pomocnika.

## Kariera klubowa
Piłkarską karierę Mohamed rozpoczął w klubie Al-Hilal Omdurman. W jego barwach zadebiutował w pierwszej lidze. Swój pierwszy sukces osiągnął w 2003 roku, kiedy po raz pierwszy w karierze został mistrzem kraju, a w 2004 roku sięgnął po dublet. Zdobycie prymatu w kraju powtarzał z klubem z Omdurmanu przez kolejne lata aż do roku 2005. W 2006 roku przeszedł do Jazeerat Al-Feel, gdzie grał przez rok. W 2007 roku został zawodnikiem odwiecznego rywala Al-Hilal, Al-Merreikh i w pierwszym sezonie gry wywalczył wicemistrzostwo kraju.

## Kariera reprezentacyjna
W reprezentacji Sudanu Mohamed zadebiutował w 2000 roku. W 2008 roku został powołany przez selekcjonera Mohameda Abdallaha do kadry na Puchar Narodów Afryki 2008.